# Ghost Ranch
La formación Ghost Ranch (Rancho Fantasma), se encuentra en Nuevo México, y fue descubierto por Edwin H. Colbert, en 1947. Mide 21.000 acres (85 km²). Se han filmado varias películas y fue el sitio donde vivió la pintora norteamericana Georgia O'Keeffe que lo inmortalizó en su obra.

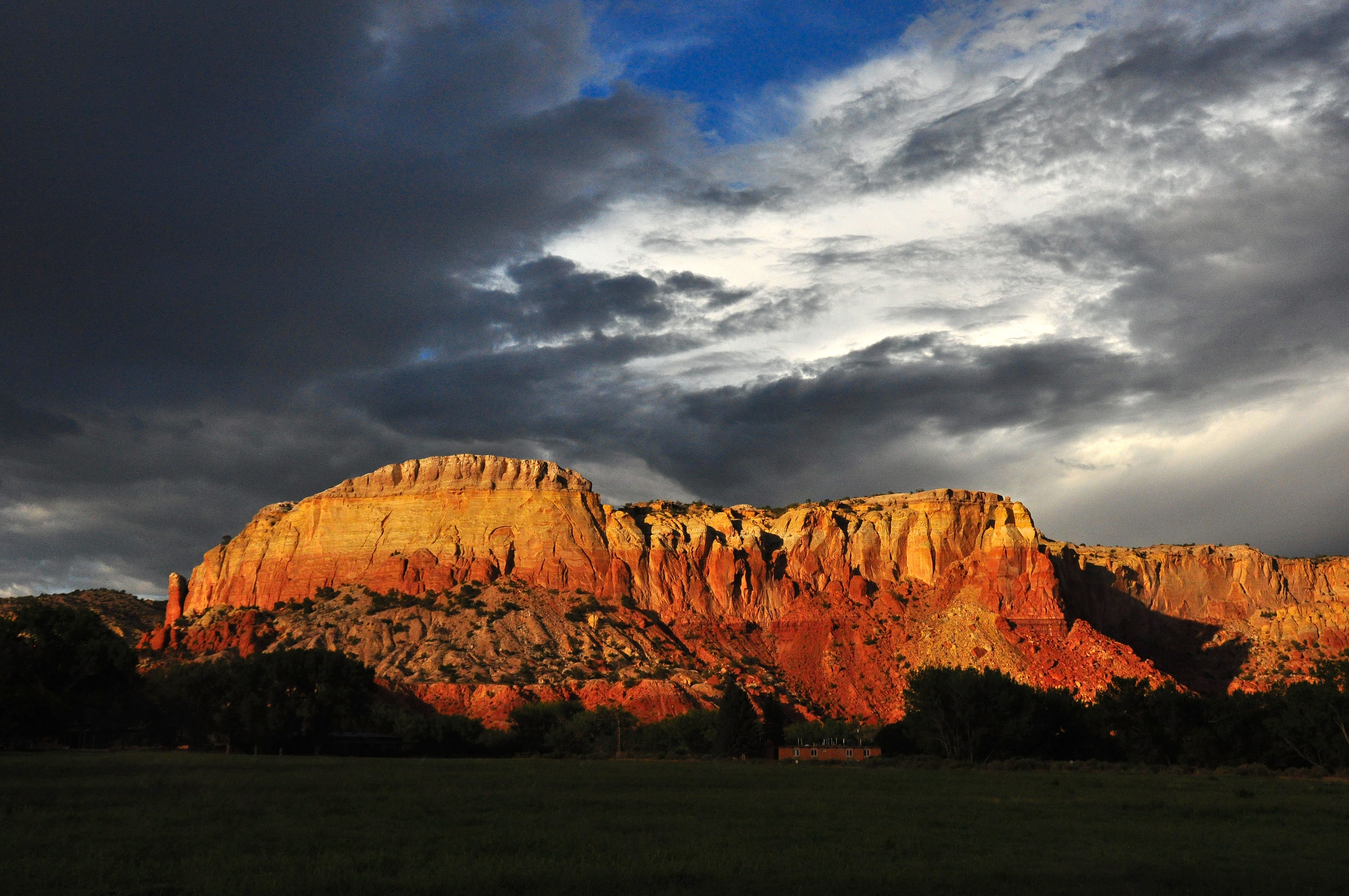

## Descubrimientos
Los acantilados de arenisca donde a lo largo de la Cocina Mesa Trail, en Ghost Ranch incluye un famoso sitio paleontológico de preservación de los dinosaurios del Triásico.
Huesos fósiles se han encontrado aquí tan pronto como 1885.En Ghost Ranch, se encontraron algunos de los primerísimos Dinosaurios, como el Coelophysis,restos de peces, almejas, pequeños fitosaurios parecidos a cocodrilos y cangrejos.
Una de las cosas más impactantes de Ghost Ranch, es la maraña de huesos de Coelophysis encontrados allí.Se encontraron Ejemplares de estos animales, que medían desde 0,8 a 3,1 metros de largo, lo que permite hacer seguimientos sobre los cambios corporales en estos Animales.
En 2007, restos fósiles de Dromomeron romeri, uno de los arcaicos grupo de animales llamados "dinosauromorfos basales", fueron encontrados en la cantera Hayden.

## Sobre Ghost Ranch
Ghost Ranch fue llamado así con mucha razón.El yacimiento de Ghost Ranch se ha conservado tan bien que permite a los científicos incluso hacerse una idea de cómo era el mundo triásico en el que evolucionaron los dinosaurios.Los fósiles fueron hallados en piedra areniscas, junto a esquistos arcillosos del antiguo lecho de un Río.
La mayor pregunta de Ghost Ranch es por qué tantos dinosaurios murieron juntos, es posible que los esqueletos se hubieran depositado allí al pasar los años, pero Edwin Colbert está convencido de que se trató de una muerte en masa, y de que el culpable dejó su marca. En las rocas hay señales de grietas en la arcilla, y en las madrigueras de los cangrejos (algo que sólo ocurriría en condiciones de Gran sequedad.), y algunos de los esqueletos tienen los cuellos curvados, como si se tratase de animales resecados al sol.

## Conclusión Sobre Ghost Ranch
Colbert cree que los animales fueron atraídos por los escasos recursos hídricos antes de morir.Luego, sin tiempo de que los carroñeros se ocuparan de los cadáveres, una repentina inundación los enterró en el fango, conservándolos durante millones de años.